# برناندينو أوسو
برناندينو أوسو هو سكرتير عام الإتحاد الاتيني إيطالي الجنسية، ولد في ميلانو، تحصل على شهادة الديبلوم كذلك في ميلانو. بدأ مسيرته سنة 1960. ومنذ 2000، وهو سكرتار عام الإتحاد الاتيني.

## وصلات خارجية
- مسيرة برناندينو اوسو بالفرنسية